# Dépêche-toi Sartana, je m'appelle Trinita
Pour plus de détails, voir Fiche technique et Distribution.
Dépêche-toi Sartana, je m'appelle Trinita (Trinità e Sartana figli di...) est un western spaghetti italien sorti en 1972, réalisé par Mario Siciliano (sous le pseudonyme de Marlon Sirco).
Comme c'était l'usage dans ces années-là, le nom de Sartana et de Trinita sont introduits dans le titre et le scénario, bien que ces aventures ne fassent pas partie de la série « canonique » de leurs aventures.

## Synopsis
Sartana et Trinita arrivent à Quintana pour faire un hold-up dans une banque. Or dans la cité, grâce à la connivence du shérif, c'est Barton qui commande...

## Fiche technique
- Titre français : Dépêche-toi Sartana, je m'appelle Trinita
- Titre original italien : Trinità e Sartana figli di...
- Genre : western spaghetti, comédie
- Réalisation : Mario Siciliano
- Scénario : Adriano Bolzoni
- Production : Metheus Film
- Photographie : Gino Santini
- Montage : Carla Fusco
- Musique : Carlo Savina
- Décors : Francesco Cuppini
- Costumes : Osanna Guardini
- Maquillage : Massimo Giustini
- Année de sortie : 1972
- Durée : 101 minutes
- Format d'image : 2.35:1
- Langue : italien
- Pays :  Italie
- Distribution en Italie : Metheus Film
- Date de sortie en salle en France : 16 janvier 1974[2]

## Distribution
- Alberto Dell'Acqua (sous le pseudo de Robert Widmark) : Sartana
- Harry Baird : Trinita
- Beatrice Pellh : Mary Belle
- Daniela Giordano : Martha
- Stelio Candelli : Burton
- Dante Maggio (comme Dan May) : Bud Benny Bud
- Ezio Marano (sous le pseudo d'Alan Abbott) : El Tigre
- Lars Bloch : Clyde
- Enzo Andronico : Clark, frère de Mary Belle
- Carla Mancini : une paysanne
- Domenico Maggio : un homme du Tigre
- Nino Nini : directeur de la banque
- Romano Puppo (non crédité) : capitaine des rangers